# The Real McKenzies
The Real McKenzies is een Schots beïnvloede celtic punk band uit Vancouver, Canada. De groep werd opgericht in 1992. Kenmerkend is het gebruik van doedelzak in hun muziek. Zanger Paul McKenzie is het enige constant lid sinds de oprichting van de band in 1992. Volgens McKenzie hebben meer dan 100 muzikanten in de band gespeeld.
Muziek van The Real McKenzies wordt gebruikt in onder andere het videospel Tony Hawk's Underground en bierreclames. Naast zelf geschreven nummers speelt de band ook traditionele Schotse nummers, vaak met een nieuw punkgeluid.

## Leden
- Paul McKenzie - zang (1992-heden)
- Matt "MacNasty" Hawley - doedelzak (2000-2010, 2012-heden)
- Gord Taylor - doedelzak (2010-2012)
- Aspy Luison - doedelzak (2012-heden)
- Jesse Pinner - drums (2012-heden)
- Troy Zak - basgitaar (2012-heden)
- Jono Jak - gitaar (2015-heden)
- Dan Garrison - gitaar (2015-heden)

### Afbeeldingen

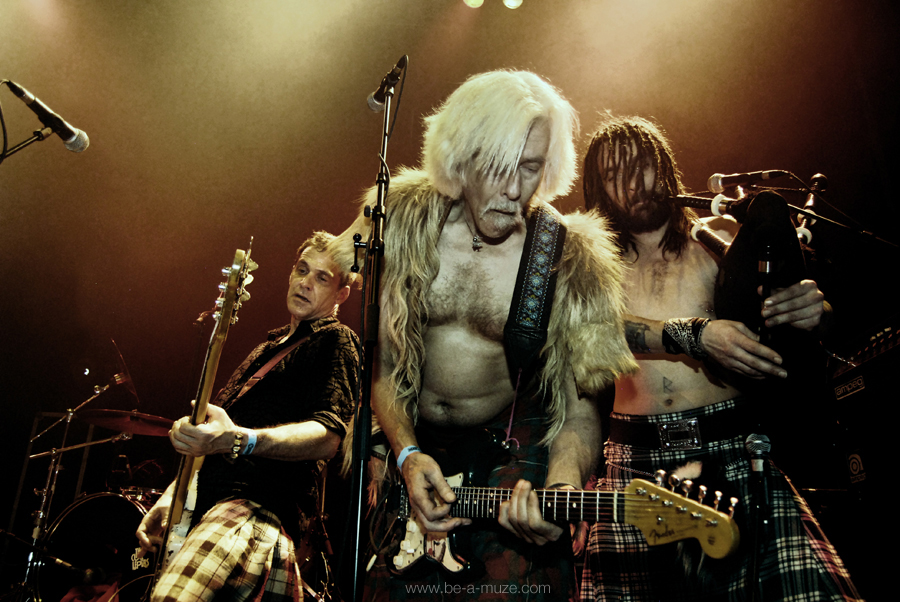
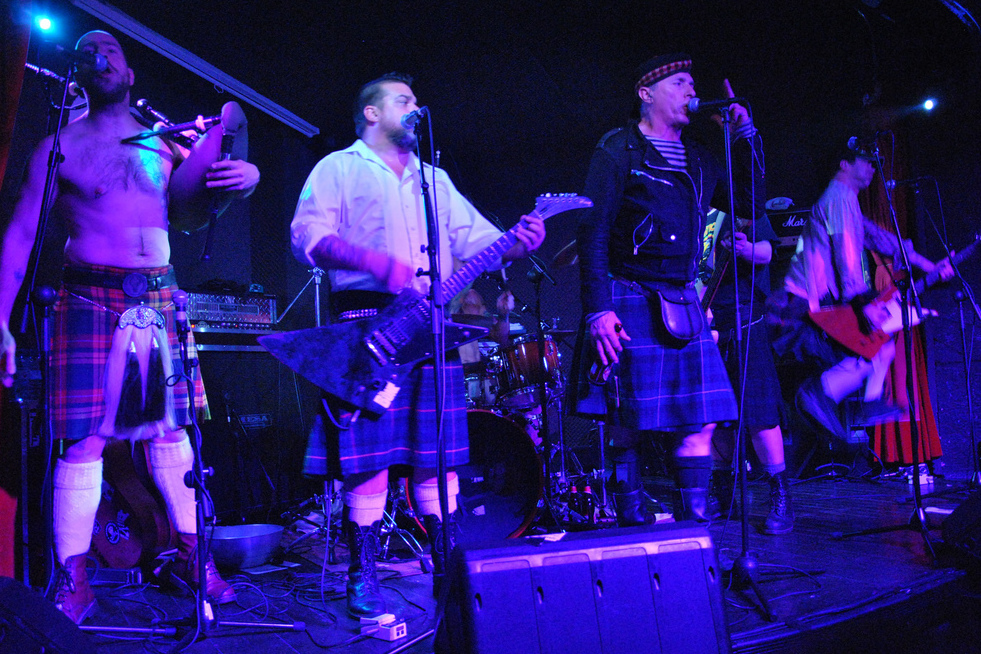
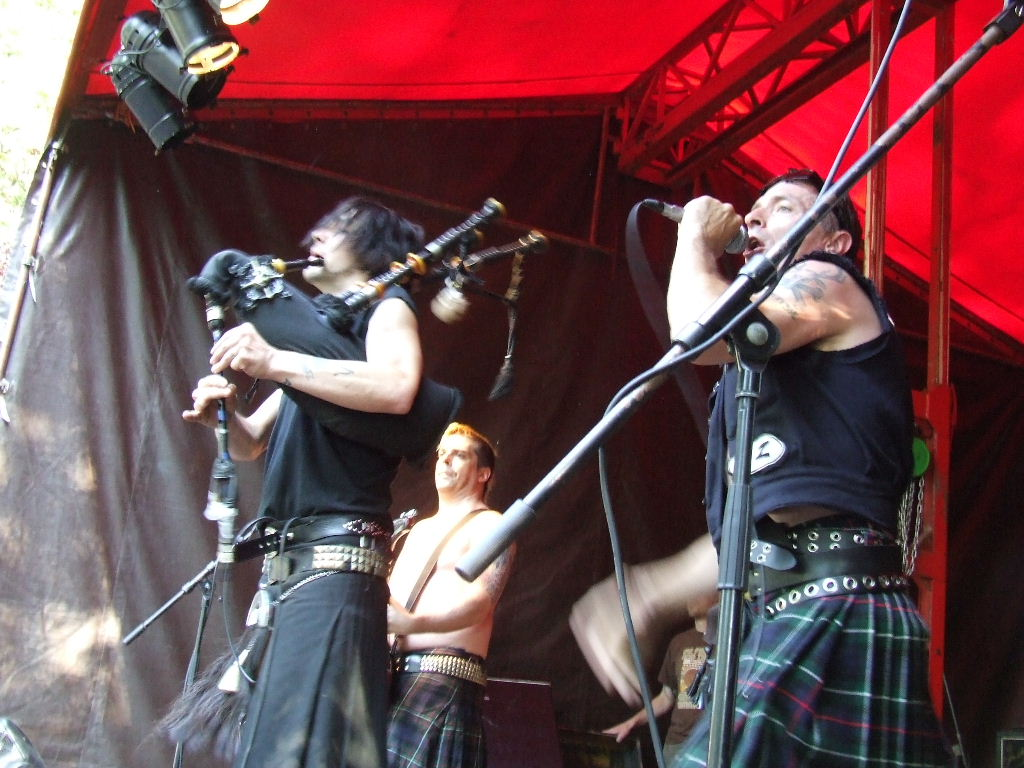
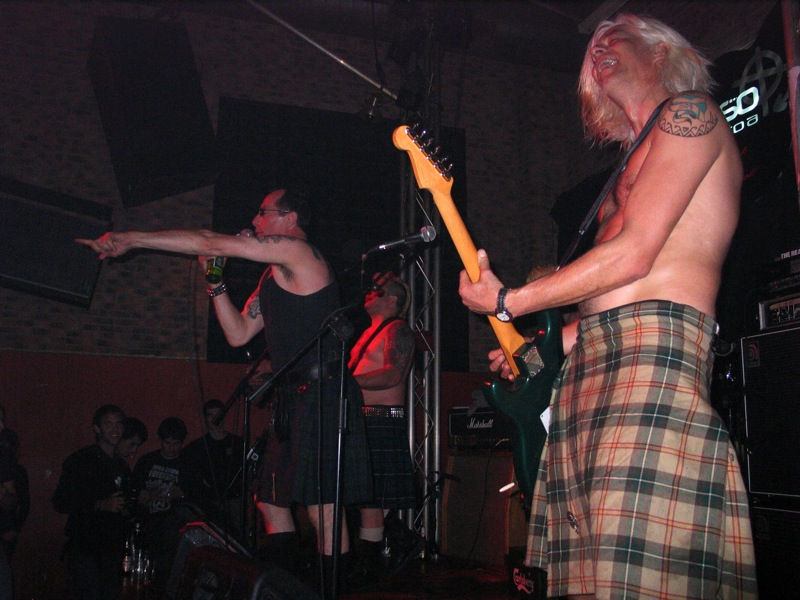

## Discografie
Studioalbums
- The Real McKenzies (1995)
- Clash of the Tartans (2000)
- Loch'd and Loaded (2001)
- Oot & Aboot (2003)
- 10,000 Shots (2005)
- Off the Leash (2008)
- Westwinds (2012)
- Rats in the Burlap (2015)
- Two Devils Will Talk (2017)
- Beer and Loathing (2020)

Livealbums
- Pissed Tae Th' Gills (2002)
- Shine Not Burn (2010)